# Beiqi Foton Motor

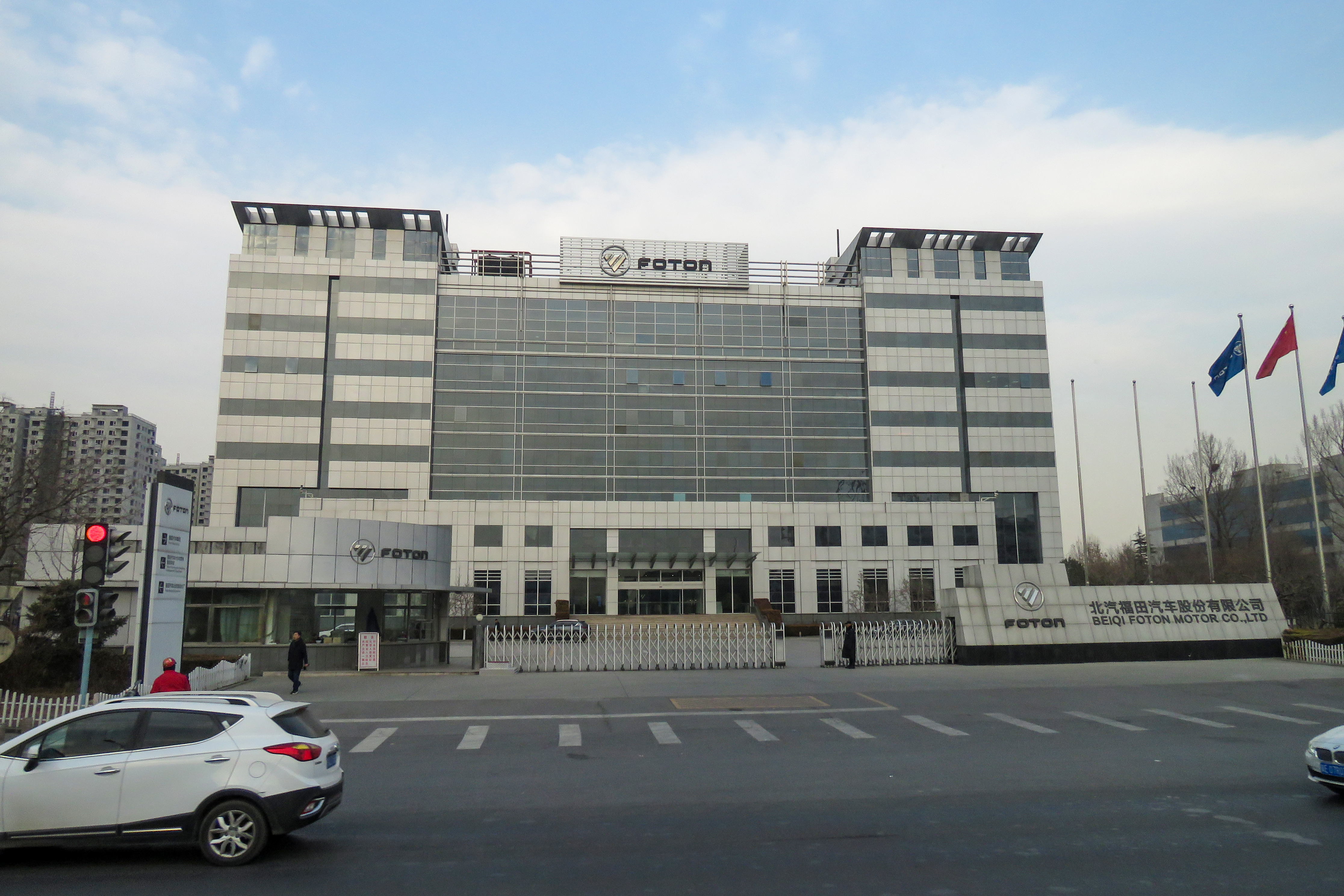
Hauptquartier des Unternehmens in Peking

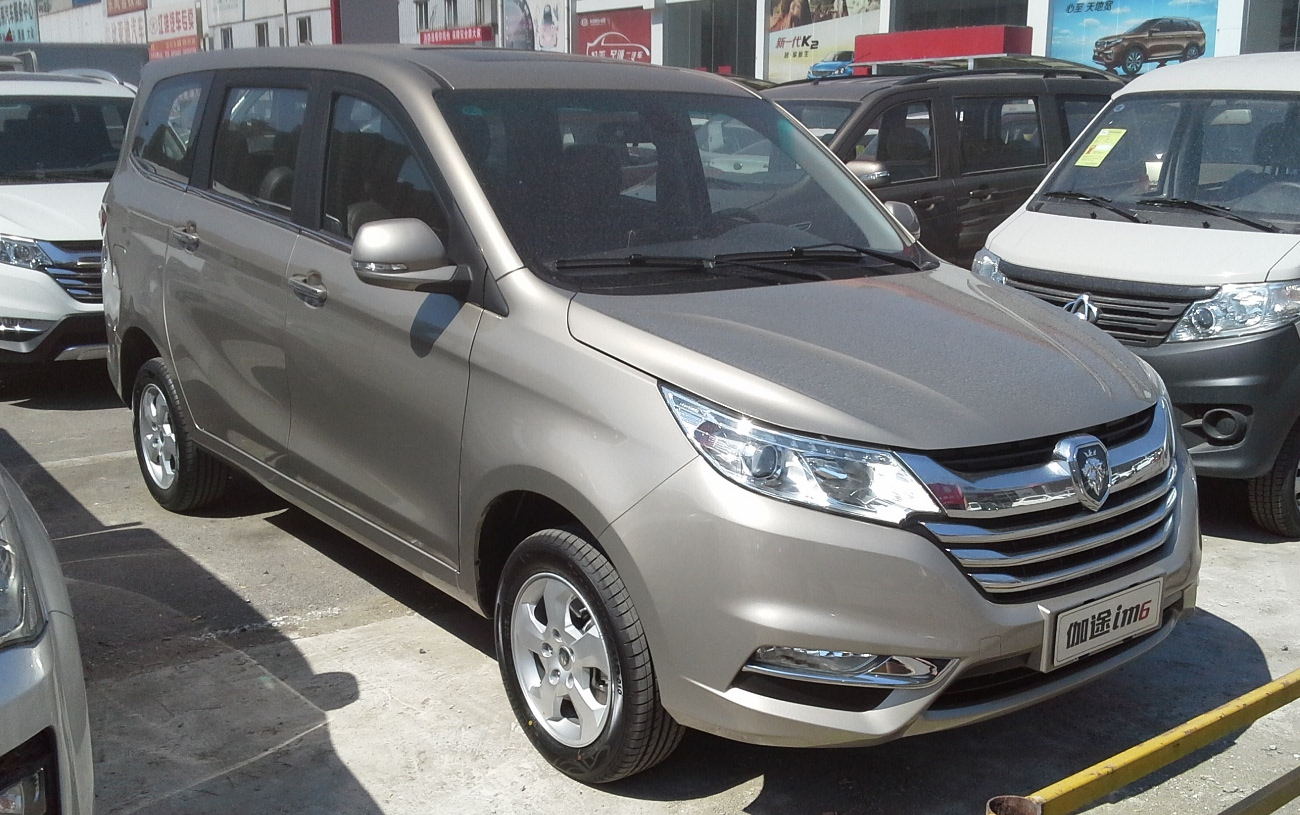
Foton Gratour im6

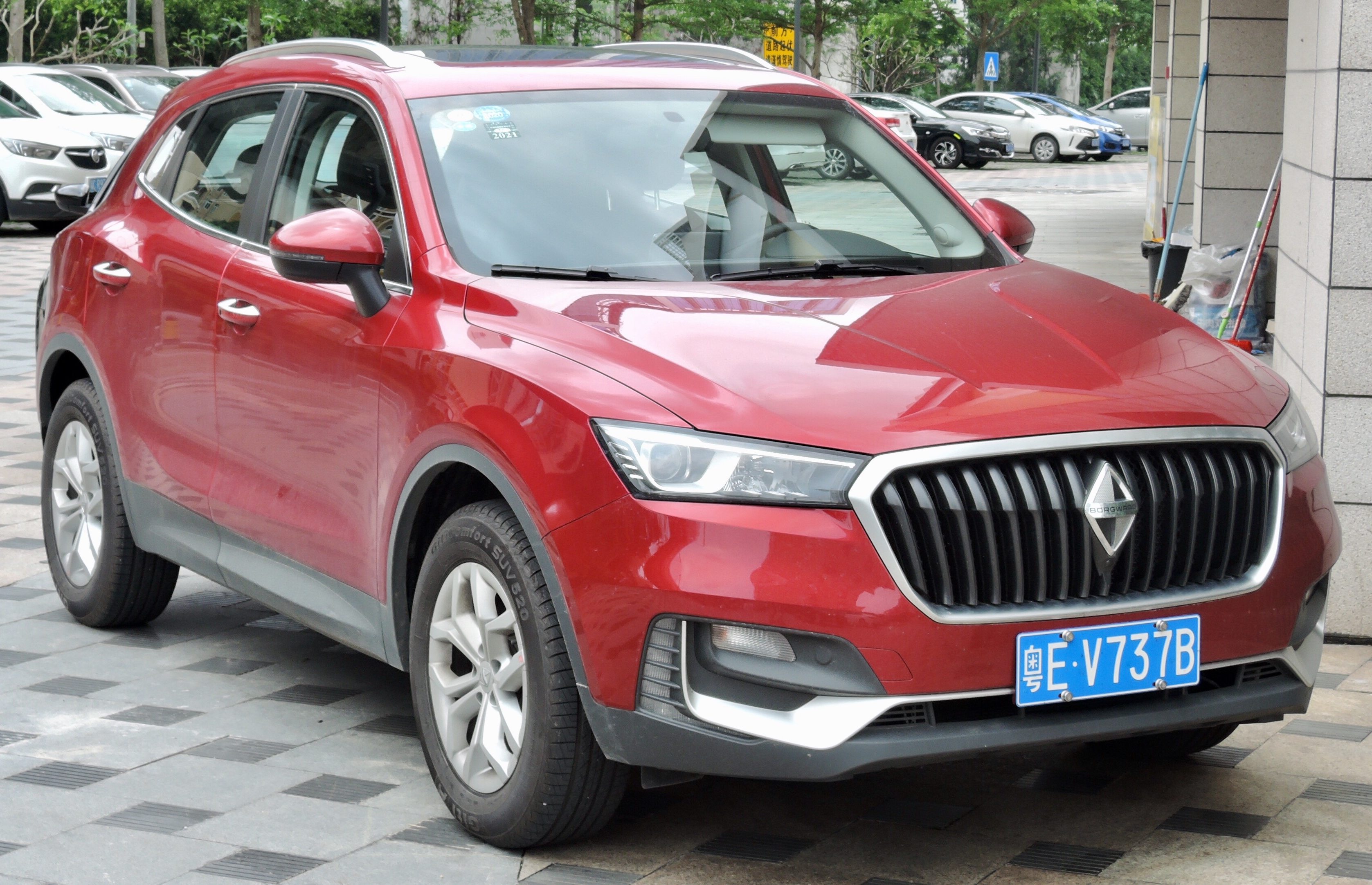
Borgward BX5

Beiqi Foton Motor, vorher Beiqi Futian Automobile, ist ein Hersteller von Kraftfahrzeugen aus der Volksrepublik China.

## Unternehmensgeschichte
Das Unternehmen wurde am 28. August 1996 in Peking gegründet. Es war ein Zusammenschluss mehrerer kleiner Unternehmen und gehört zur Beijing Automotive Group. 1998 begann die Produktion von Nutzfahrzeugen. Der Markenname lautete zunächst Beijing mit dem Zusatz Futian. 2002 kamen Personenkraftwagen dazu. Ende 2003 wurde der Markenname auf Foton geändert. Es ist nicht bekannt, wann die Firmierung geändert wurde.
Zwischen 2005 und 2007 wurden insgesamt über 1.000.000 Kraftfahrzeuge hergestellt. Es waren überwiegend Nutzfahrzeuge.
2012 wurde zusammen mit der Daimler AG das Gemeinschaftsunternehmen Beijing Foton Daimler Automotive gegründet.
2014 wurde der Markenname Borgward erworben und ab 2016 für Fahrzeuge verwendet.